# Les Yeux bleus cheveux noirs
 (septembre 2024).
- Si vous ne connaissez pas le sujet, laissez ce bandeau (vous pouvez alors contacter les auteurs).
- Si vous supprimez le contenu mis en cause (vous pouvez préalablement contacter les auteurs),

argumentez précisément cette suppression dans la page de discussion
(un manque de référence n'est pas un argument ; une recherche réelle de référence doit avoir été effectuée, être formellement documentée).
Les Yeux bleus cheveux noirs, est un roman de Marguerite Duras paru le 1er novembre 1986 aux éditions de Minuit.

## Résumé
Le roman s'ouvre sur des discussions de femmes puis d'hommes sur la douceur des soirées d'été, et sur un homme qui, derrière une fenêtre, aperçoit une femme rejointe par un « étranger ». À ce stade de l'histoire, il n'est pas précisé quelle est l'orientation de l'homme. La femme et l'étranger ont des yeux bleus et des cheveux noirs. Il est attiré par l'un des deux personnages vus par la fenêtre.
L'homme, assis à un café, sera rejoint par la suite par la femme, sans que l'un ni l'autre ne se reconnaissent. La femme est émue par le désespoir de l'homme. Ils parlent des yeux bleus et de l'opéra. L'homme propose a la femme de venir chez lui dans trois jours. À ce moment, seul un accord au masculin (selon qu'on accorde par rapport au sexe de l'individu ou par rapport à la grammaire par anaphore de « quelqu'un ») peut laisser supposer son orientation sexuelle : « Il lui dit encore qu’il avait cherché dans la ville quelqu’un qu’il voulait revoir, que c’est pour cette raison qu’il pleurait, quelqu’un qu’il ne connaissait pas, qu’il avait vu par hasard ce soir même et qui était celui qu’il attendait depuis toujours et qu’il voulait revoir coûte que coûte même au prix de sa vie. Que c’était ainsi qu’il était. »
Elle vient chez lui. Ils tentent de faire l'amour. C'est alors que le lecteur comprend clairement mais à demi-mot que l'homme est homosexuel et la femme hétérosexuelle, et que leur amour est impossible. L'homme était attiré par l'« étranger ».

## Thème du regard
Le titre du roman augure une place centrale dédiée au regard, et à la contradiction avec l'évocation d'yeux bleus chez quelqu'un qui a les cheveux noirs.
Le roman commence par cette scène où dans un hôtel un homme observe depuis une fenêtre une femme rejointe par un « étranger » aux yeux bleus, cheveux noirs.
L'homme et la femme se retrouve par la suite dans le café où la posture des deux protagonistes est mise en contraste :
« Elle le regarde. C’est inévitable qu’on le fasse. Il est seul et beau et exténué d’être seul, aussi seul et beau que n’importe qui au moment de mourir. Il pleure. »
« Lui ne voit rien d’elle. Ni que ses mains sont inertes sur la table. Ni le sourire défait. Ni qu’elle tremble. Qu’elle a froid. »
À travers les didascalies en aparté du livre, le lecteur est mis à contribution de voir le non-regard porté sur la femme : « Les acteurs regarderaient l’homme de l’histoire, quelquefois ils regarderaient le public. Quelquefois aussi ils regarderaient la femme de l’histoire, mais cela ne se produirait jamais par hasard. Il faudrait que soit perçu ce non-regard des acteurs sur la femme de l’histoire. »

## Thème de la parole et de l'écoute
En parallèle du thème du regard, il y a un thème de la parole et de l'écoute, comme en synesthésie.
Le roman s'ouvre sur les discussions des femmes sur la beauté de la soirée d'été, puis sur les mêmes discussions, comme en écho, chez les hommes.
Lors de la première rencontre entre l'homme et la femme au café, le fait de ne pas voir est lié au fait de ne pas entendre. La première conversation ordinaire porte sur l'opéra : « Elle reste. Il est un peu gêné semble-t-il par le silence. Il lui demande, il se croit obligé de parler, si elle aime l’opéra. Elle dit qu’elle n’aime pas beaucoup l’opéra mais la Callas, si, beaucoup. Comment ne pas l’aimer ? [...] Elle dit qu’elle oublie, qu’il y a aussi Verdi et puis aussi Monteverdi. »

## Thème de l'oubli
Comme dans la scène initiale où l'homme regarde la femme et l'étranger aux yeux bleus, cheveux noirs, et peine à la voir dans l'obscurité, quand il la rencontre plus tard, sortis du café : « Il la regarde avec beaucoup d’attention, il oublie même de la voir pour mieux se souvenir. »
La vue apparaît comme une appropriation, une saisie de l'autre, un oubli de l'atmosphère, tandis que le regard est un appel à la rêverie, à l'imagination et au souvenir.
Alors que la femme est venue chez l'homme y dormir, elle sort de son sommeil : « Elle se réveille. Elle le regarde. Elle demande : Qui êtes-vous ? Il dit : Souvenez-vous. » L'homme souhaite que la femme soit dans la lumière pour la voir, tandis qu'elle préfère s'enrouler dans les draps près du mur.

## Éditions
- Les Éditions de Minuit, 1986  (ISBN 2-7073-1067-0).